# Elatostema malipoense
Elatostema malipoense ist eine Pflanzenart aus der Gattung Elatostema innerhalb der Familie der Brennnesselgewächse (Urticaceae). Sie ist ein Endemit im südlichen China.

## Beschreibung

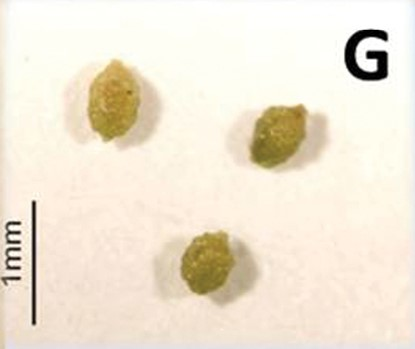
Achänen

### Vegetative Merkmale
Elatostema malipoense wächst als ausdauernde krautige Pflanze die Wuchshöhen von 30 bis 50 Zentimetern erreicht. Der aufrechte und unverzweigte Stängel ist an den Sprossknoten spärlich mit kurzen Flaumhaaren besetzt.
Die gegenständig angeordneten Laubblätter sind in einen Blattstiel und eine Blattspreite gegliedert. Der kurze Blattstiel ist 0,1 bis 0,6 Zentimeter lang. Die einfache, mehr oder weniger papierartige und auf beiden Seiten dicht mit kurzen Striegelhaaren besetzte Blattspreite ist bei einer Länge von 11 bis 15 Zentimetern sowie einer Breite von 3 bis 3,5 Zentimetern schräg länglich bis verkehrt-eiförmig-länglich. Die Spreitenbasis läuft schräg keilförmig zu, die Spreitenspitze ist scharf zugespitzt und der Spreitenrand ist gezähnt. Sowohl die Blattoberseite als auch die Unterseite sind dicht mit auffälligen 0,1 bis 0,2 Millimeter großen, stabförmigen Zystolithen besetzt. Von der Blattmittelader gehen fünf bis sieben Paare an Seitenadern ab. Die Nebenblätter sind bei einer Länge von 0,1 bis 0,2 Millimetern pfriemförmig bis schmal dreieckig geformt.

### Generative Merkmale
Die weiblichen Blütenköpfchen stehen einzeln in den Blattachseln an einem etwa 0,8 Zentimeter langen und behaarten Blütenstandsschaft. Der annähernd quadratische und behaarte, vierfach oder unregelmäßig vier- bis sechsfach gelappte Blütenboden ist 1 bis 1,5 Zentimeter lang und ebenso breit. Die etwa 75 Tragblätter sind bei einer Länge von 0,5 bis 0,6 Millimetern sowie einer Breite von 0,5 bis 0,7 Millimetern dreieckig bis abgeflacht dreieckig geformt und haben an der Spitze einen priemförmigen und 0,7 bis 1 Millimeter langen Fortsatz. Die Unterseite der Tragblätter ist mit kurzen Haaren besetzt. Die membranartigen, weißlichen und halbdurchsichtigen Vorblätter sind bei einer Länge von 0,5 bis 1 Millimetern verkehrt-eiförmig bis verkehrt-lanzettlich mit lang bewimperten oberen Ende. Die weiblichen Blütenknospen sind fast ungestielt und weisen keine Blütenblätter auf. Der Stempel ist rund 0,8 Millimeter lang und der grüne Fruchtknoten wird etwa 3,5 Millimeter lang. Die pinselförmige Narbe hat eine Länge von circa 4,5 Millimetern. Über die männlichen Blüten ist bisher nichts bekannt.
Als Früchte werden warzige Achänen gebildet, welche bei einer Länge von 0,6 bis 0,7 Millimetern sowie einer Dicke von rund 0,4 Millimetern eiförmig geformt sind.

## Vorkommen
Das natürliche Verbreitungsgebiet von Elatostema malipoense liegt im südlichen China. Soweit bisher bekannt gibt es nur einen etwa 200 Pflanzenexemplare umfassenden Fundort beim Dorf Yunling in der Großgemeinde Xiajinchang im Kreis Malipo der Provinz Yunnan.
Elatostema malipoense wächst verstreut im Unterholz von Wäldern auf feuchten Tonböden an schattigen Standorten oder entlang von Schluchten. Elatostema malipoense gedeiht dabei in Höhenlagen von rund 1600 Metern. Als vergesellschaftete Arten treten Pilea insolens sowie verschiedene Arten von Feigen (Ficus) auf.

## Taxonomie
Die Erstbeschreibung als Elatostema malipoense erfolgte 2011 durch Wen-Tsai Wang und Zeng-Yuan Wu in PhytoKeys, Nummer 7, Seite 60. Das Artepitheton malipoense verweist auf das Vorkommen dieser Art im Kreis Malipo.
Laut der Erstbeschreibung gehört Elatostema pleiophlebium der Sektion Elatostema innerhalb der Gattung Elatostema an. Elatostema pleiophlebium ähnelt mit ihrer Blattnervatur sowie in der Anzahl der Tragblätter Elatostema pseudobrachyodontum.